# Aoba, Yokohama
Aoba (青葉区 Aoba-ku) là quận thuộc thành phố Yokohama, tỉnh Kanagawa, Nhật Bản. Tính đến ngày 1 tháng 10 năm 2020, dân số ước tính của quận là 310.756 người và mật độ dân số là 8.800 người/km2. Tổng diện tích của quận là 35,22 km2.

## Địa lý

### Đô thị lân cận
- Kanagawa
  - Yokohama
    - Midori
    - Tsuzuki

  - Kawasaki
- Tokyo
  - Machida, Tokyo